# Carl Silfverstrand
Carl Silfverstrand (n. 9 octombrie 1885, Helsingborg, Suedia – d. 2 ianuarie 1975, Helsingborg, Suedia) a fost un atlet și gimnast ce a reprezentat Suedia, medaliat olimpic. A participat la 2 ediții ale Jocurilor Olimpice (1908, 1912) în care a câștigat o medalie de aur la gimnastică.

## Palmares
| An   | Competiție        | Locație                | Loc | Eveniment                 | Note        |
| ---- | ----------------- | ---------------------- | --- | ------------------------- | ----------- |
| 1908 | Jocurile Olimpice | Londra, Marea Britanie | 10  | săritură cu prăjina       | 3,20 m      |
| 1908 | Jocurile Olimpice | Londra, Marea Britanie | 20  | săritură cu lungime       | 6,34 m      |
| 1912 | Jocurile Olimpice | Stockholm, Suedia      | 1   | echipe cu sistemul suedez | 937,46 pct. |